# Pierre Tanguay
Pierre Tanguay (* 1956 in Quebec City) ist ein kanadischer Jazz- und Improvisationsmusiker (Schlagzeug, Perkussion, Komposition).

## Wirken
Tanguay begann als Schlagzeuger im Modern Jazz und orientierte sich an Billy Higgins, Ed Blackwell und Paul Motian. Er studierte zwei Jahre lang afrikanische Perkussion auf den Komoren und ging nach Paris, um bei Anand Kumar Tablas und indische Musik zu studieren.
Seit 1978 ist er professioneller Musiker. Ende der 1970er Jahre zog Tanguay nach Montreal, wo er mit dem Saxophonisten Jean Derome spielte, der später das Label Ambiances Magnétiques mitbegründete. Er arbeitete mit ihm im Ensemble Les Patenteux du Québec. In den 1980er Jahren war er Teil der Gruppe Icarus mit dem Cellisten Eric Longsworth und wirkte in den Ensembles des Bassisten Pierre Cartier mit. Mit Jean Derome et les Dangereux Zhoms tourte er durch Europa und die USA und trat bei allen großen Jazzfestivals auf. Tanguay entwickelte sich zu einem der führenden Session-Drummer von Montreal. Mitte der 1990er Jahre war er an allen großen Projekten von Derome, René Lussier, Robert M. Lepage, Joane Hétu und Diane Labrosse beteiligt.
Er spielte dann bei Derome Tanguay Danse und in freien Improvisationen mit dem Posaunisten Tom Walsh (das gemeinsame Album Midi Tapant erschien 1998) und mit Derome (Pinc! Plonc! 2001). Im Jahr 2000 veröffentlichte Tanguay ein erstes Soloalbum, La Musique de Mon Disque, eine Sammlung von experimentellen Ambient-Percussion-Stücken. Etwa zur gleichen Zeit begann er auch Musik für Film, Theater und Tanz zu schreiben und aufzuführen. Weiterhin arbeitete er in der Jazzszene mit Jean Vanasse, Karen Young, * François Bourassa und ist in der Weltmusik, besonders mit seiner mediterranen Folkloregruppe Strada, tätig. Mit Cartier und Derome gründete er das Thelonious-Monk-Tribute-Trio Évidence. Er ist auch auf Alben mit Mara/Nana Vasconcelos, Michel Donato, Tim Brady, Pierre Labbé, im Trio mit Eric Longsworth sowie Daniel Mille, mit Fanfare Pourpour und mit dem NOW Orchestra zu hören.